# 朴思慕
朴思慕（박사모,박근혜를 사랑하는 사람들의 모임）是由大韩民国前总统朴槿惠支持者组成的极右翼和亲朴市民团体，正式名称是“大韩民国朴思慕”，始於2004年3月30日的一個网络论坛
从朴槿惠当选總統之前起，朴思慕就积极参加并活跃在与朴槿惠有关的线上线下活动。在2016-2017年对崔顺实以及总统朴槿惠的弹劾程序中，他们表达了对朴槿惠及其亲信的单方面无条件的绝对支持，韓國宪法法院在審理朴槿惠弹劾案時，他们领导了太极旗集会，但朴槿惠被弹劾后，组织内部纷争不断。該組織的領導人物郑光勇因涉嫌领导暴力集会罪被捕。

## 相关批评

### 暴力事件

#### 朴正熙诞辰施暴事件
2016年11月14日，朴思慕们在庆尚北道龟尾市前总统朴正熙的出生地入口处殴打了一名举着“朴槿惠下台”标语的妇女。这一天，大约10名朴思慕和示威妇女发生了肢体冲突。对此，当地的朴思慕支队否认道：“虽然确实有14支来自全国各地的朴思慕参加了朴正熙诞辰99周年活动，但进行袭击的人是当地居民和泛朴主义团体。“

#### 对JTBC记者施暴事件
2016年11月19日，包括朴思慕在内的一些亲朴团体的参与者对正在首尔广场站对准备播出现场直播的 JTBC 广播公司直播工作人员實施暴力并损坏了拍摄设备。他们指出，JTBC持续报道崔顺实涉政事件，并声称这是“左翼势力的要求”， JTBC表示，“朴思慕组织方声称坚持和平集会，但在游行至崇礼门的过程中，一些人士对JTBC的拍摄装备暴力损毁” ，因为设备损坏，JTBC通过电话而不是视频连接现场记者来播報新聞。